# Avenida de Europa (Málaga)
La Avenida de Europa, es una vía situada en el oeste de la ciudad de Málaga. Discurre en sentido este-oeste íntegramente por el distrito de Carretera de Cádiz. Cuenta con una longitud total de 2 kilómetros, siendo una de las avenidas más importantes del distrito. La Avenida Europa vertebra muchos de los barrios más densamente poblados de Málaga, por lo que dentro de la ya masificada Carretera de Cádiz, la avenida de Europa ha sido especialmente, una de las zonas con más densidad de población de la ciudad y de toda España.  
La avenida lleva el nombre de Europa desde 1983, cuando se celebró por primera vez el Día de Europa. 

## Historia
Históricamente, la avenida de Europa era el camino que comunicaba las poblaciones de Málaga y Churriana. Ya en los años 1960, cuando comienza el desarrollismo en la Carretera de Cádiz, era conocida como Camino Viejo de Churriana, por lo que este había sido sustituido, posiblemente por la actual avenida Velázquez. A finales de los años 1960, se construyen las principales barriadas, como La Luz, Vistafranca o Dos Hermanas. La mayoría de urbanizaciones y bloques de viviendas siguen un estilo arquitectónico similar, basado en el uso de ladrillo y gran altura. La avenida mutó su nombre de Camino Viejo de Churriana a su actual denominación el 5 de mayo de 1983, con el motivo de la primera celebración del Día de Europa.
En los años 1980 y 1990, la avenida Europa era considerada una zona obrera. Sin embargo, su condición ha cambiado mucho, debido en parte a diversas actuaciones municipales, a través de los Planes E. 

## Recorrido
La Avenida de Europa discurre en sentido este-oeste a lo largo de 2000 metros. Comienza en la intersección formada por la calle Héroe de Sostoa y la avenida Juan XXIII. Avanza diagonalmente hacia el oeste, delimitando septentrionalmente los Terrenos de Repsol. Tras el cruce con la avenida de la Paloma, continúa en línea recta hacia el suroeste paralela a la avenida Velázquez y a la línea de costa. Es atravesada por arriba por la autovía MA-20 y termina finalmente en la glorieta de Santa Bárbara en el P.I. Santa Bárbara y justo en el límite de Carretera de Cádiz con el distrito de Churriana. 
En la avenida de Europa se puede encontrar un alta densidad de población, ya que los barrios a los que vertebra son densamente poblados. La avenida se encuentra decorada con árboles en las aceras y en la mediana. El esquema viario de las urbanizaciones de la avenida y calles colindantes es caótico debido a la acelerada y desplanificada construcción de vivientas en la segunda mitad del siglo XX.  

### Barrios

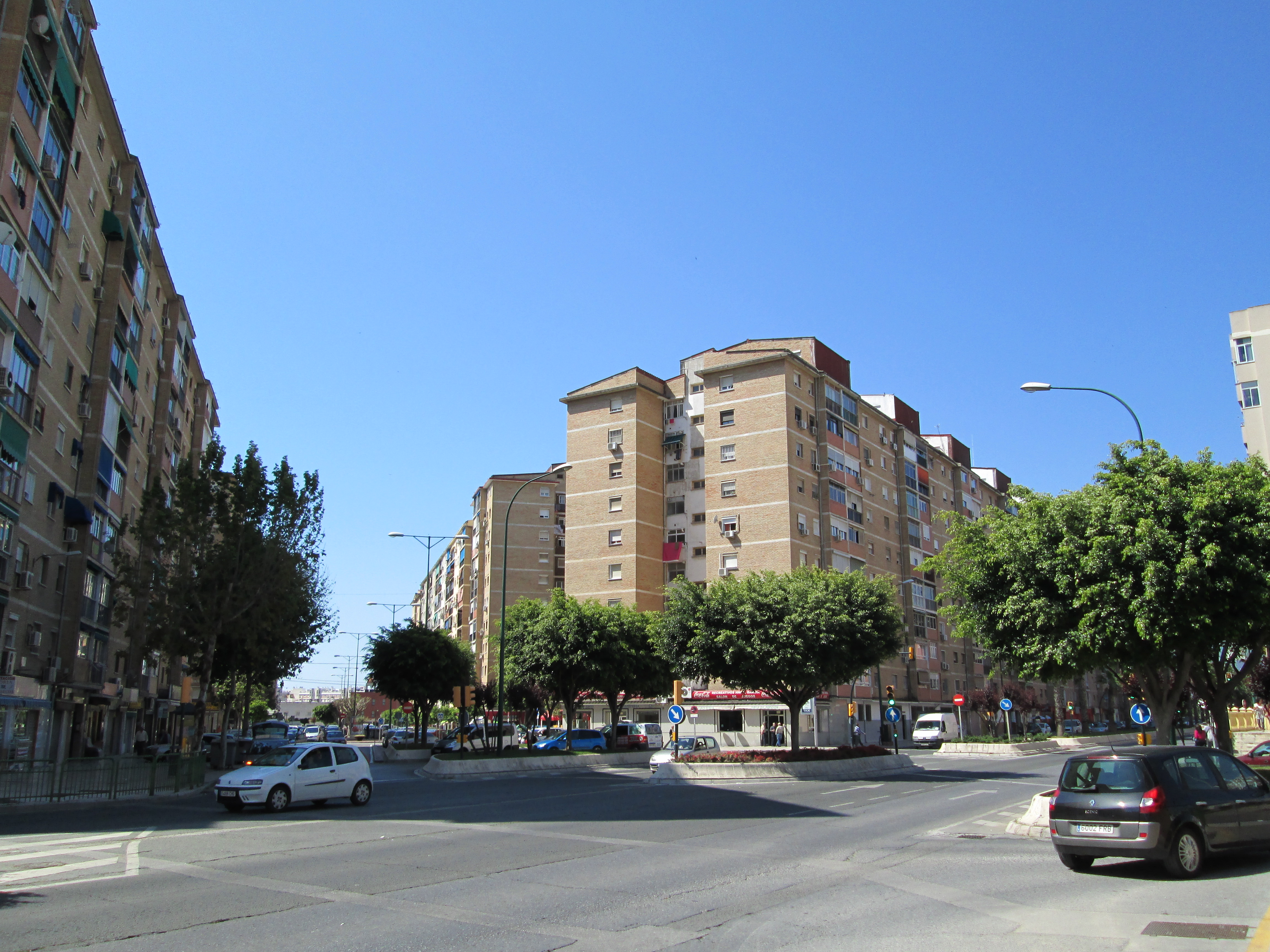
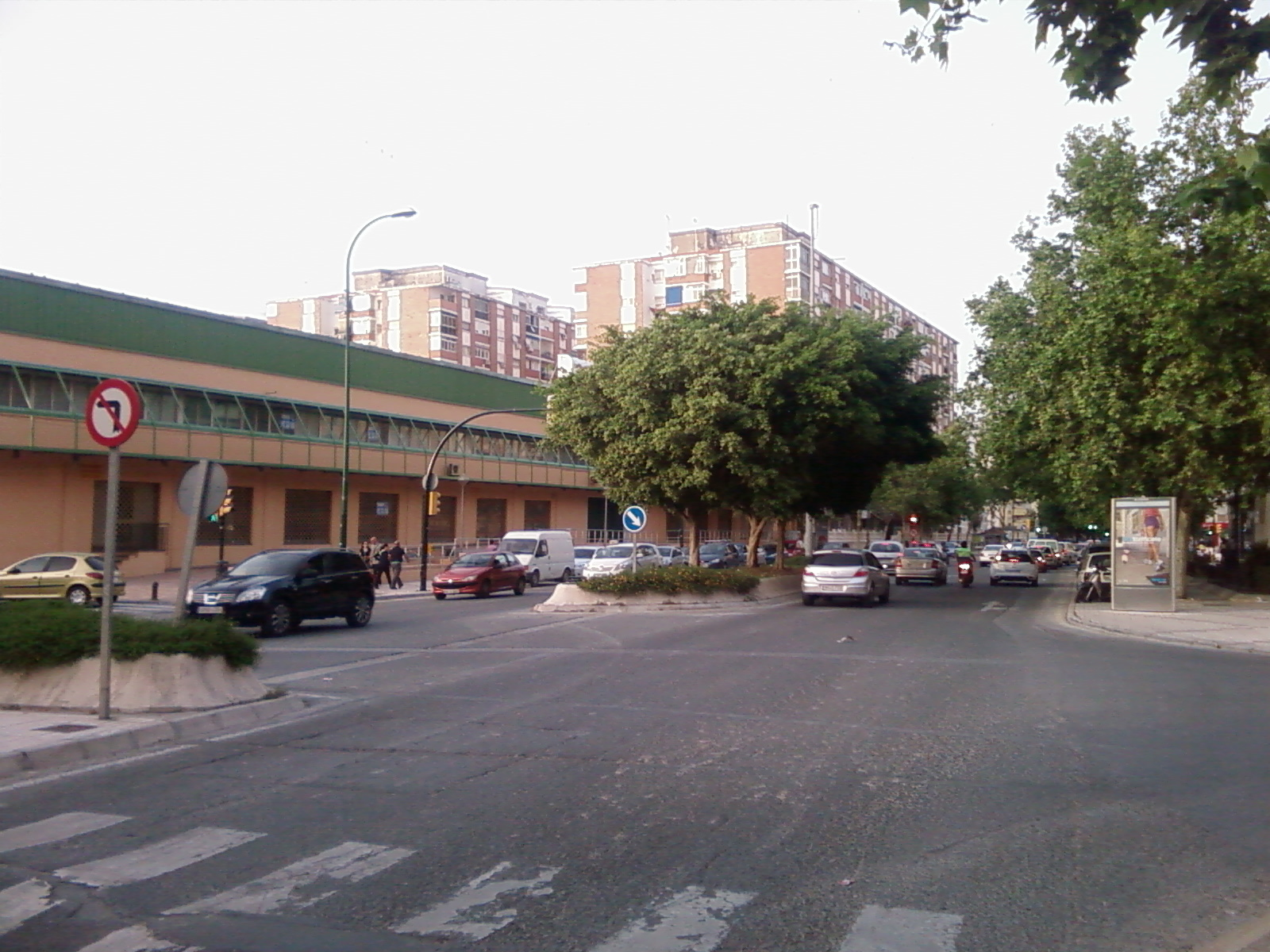
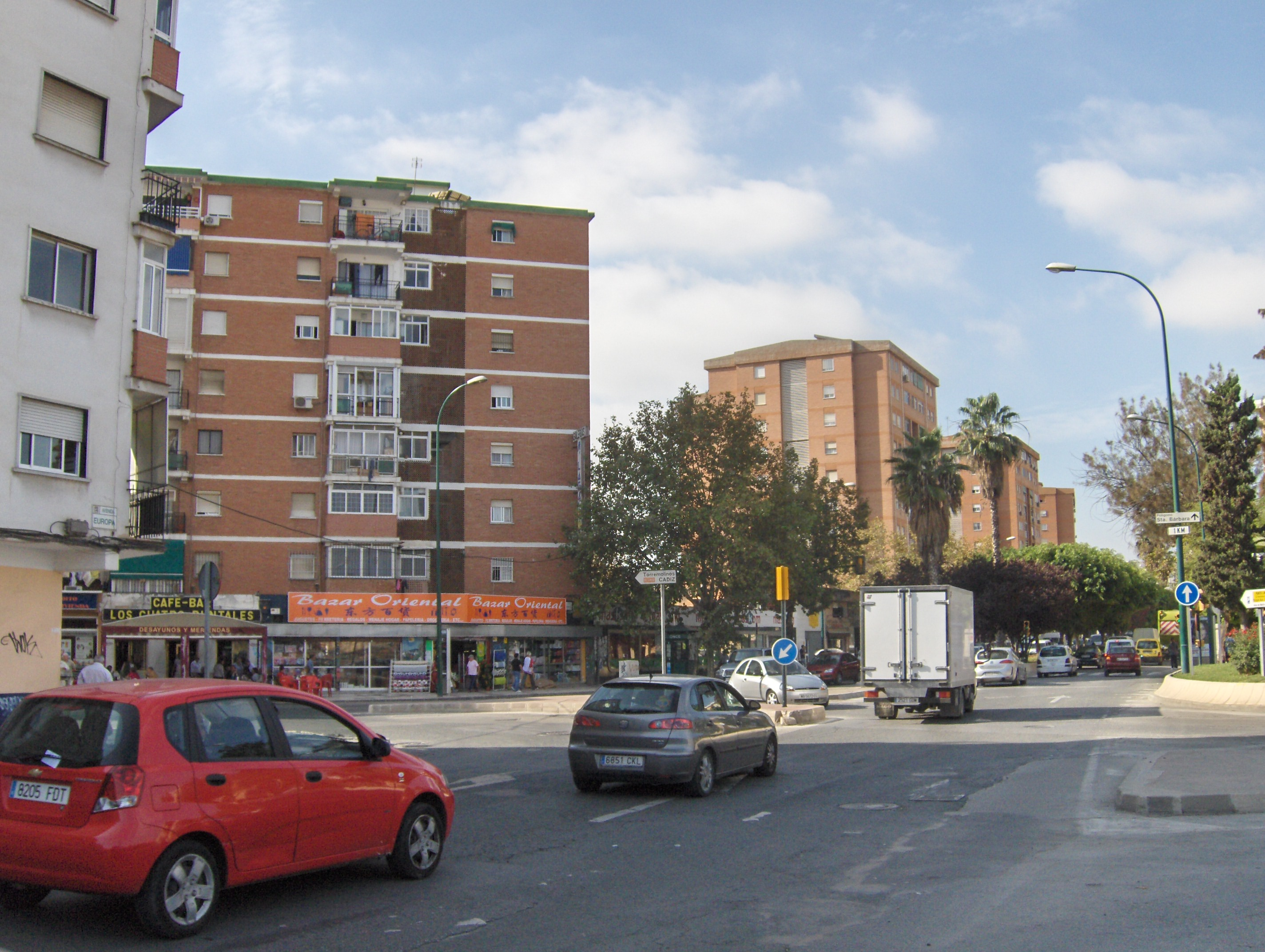
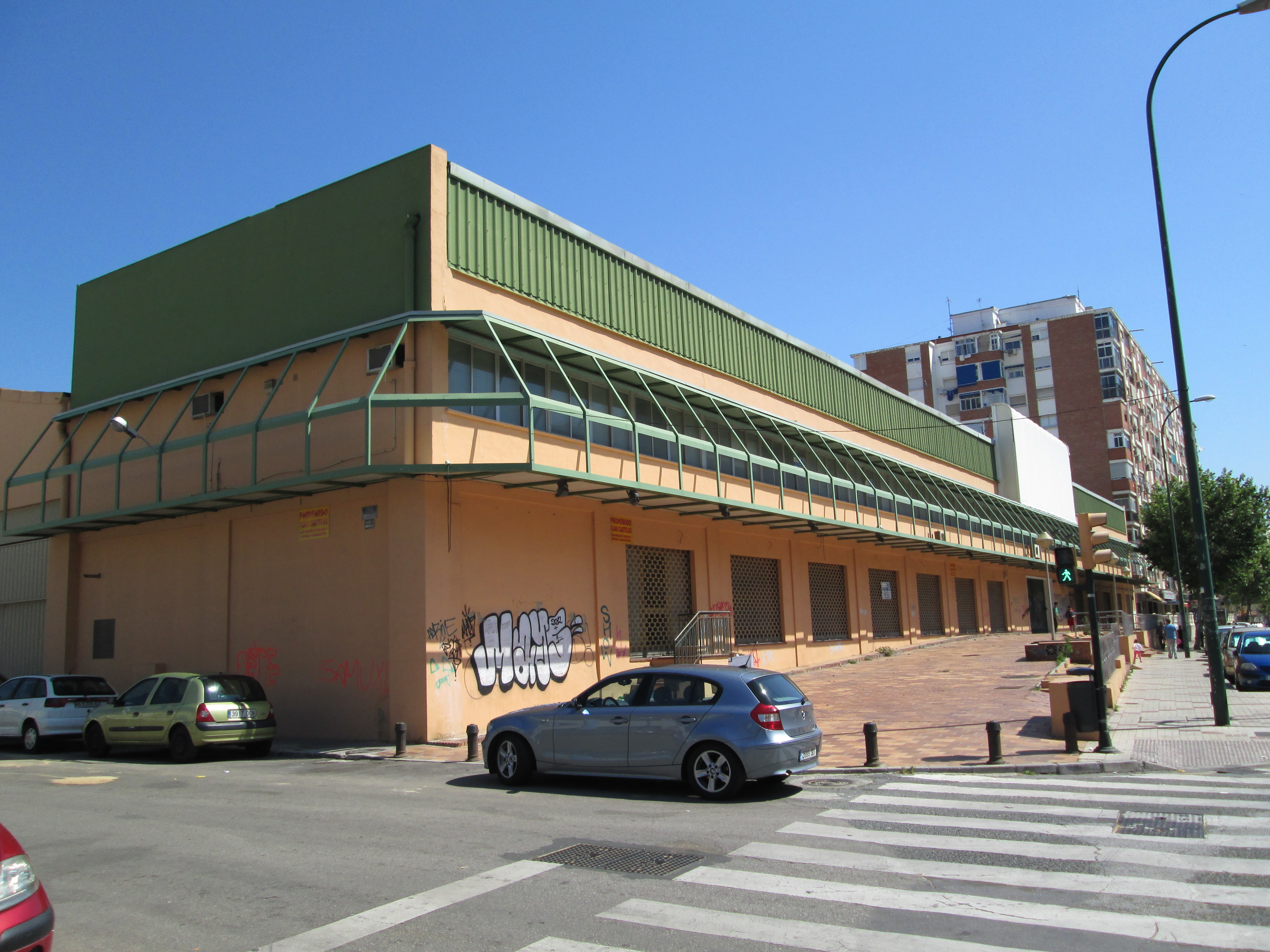

Distrito Carretera de Cádiz:
- Dos Hermanas
- Regio
- San Carlos Condote
- El Torcal
- Haza de la Pesebrera
- Nuevo San Andrés 1
- Vistafranca
- La Luz
- Barceló
- Nuevo San Andrés 2
- Guadaljaire
- El Higueral

## Transporte

### Autobús
En autobús queda conectado mediante las siguientes líneas de la EMT:
| Línea | Trayecto                          | Recorrido | Frecuencia |
| ----- | --------------------------------- | --------- | ---------- |
| 1     | San Andrés - Parque Sur           | Recorrido | 13 minutos |
| 15    | La Virreina - Santa Paula         | Recorrido | 13 minutos |
| 27    | Muelle Heredia - P.I. Guadalhorce | Recorrido | 13 minutos |

### Cercanías
En Cercanías Málaga, la estación de Victoria Kent se encuentra a unos escasos 100 m de la avenida. 